# Parma Baseball
Parma Baseball es un equipo profesional de béisbol italiano, fundado en 1949, que participa en la temporada regular de la Italian Baseball League. Se encuentra actualmente patrocinado por la Caja de Ahorros de Parma (Cassa di Risparmio di Parma - Cariparma), propiedad del grupo francés Crédit Agricole. Su sede actual es el moderno estadio "Quadrifoglio - Aldo Notari" de la ciudad de Parma, que también sirvió de sede a la Copa Mundial de Béisbol de 2009.

## Palmarés

### Scudetti (Títulos de Liga)
10 Títulos:
| Año  | Patrocinante        |
| 1976 | Germal              |
| 1977 | Germal              |
| 1981 | Parmalat            |
| 1982 | Parmalat            |
| 1985 | World Vision Travel |
| 1991 | -                   |
| 1994 | Cariparma           |
| 1995 | Cariparma           |
| 1997 | Cariparma           |
| 2010 | Cariparma           |

### Copa Italia
6 Títulos:
| Año  | Patrocinante |
| 1969 | Tanara       |
| 1971 | Tanara       |
| 1993 | Cariparma    |
| 1994 | Cariparma    |
| 1996 | Cariparma    |
| 2000 | Cariparma    |

### Copa Europea de Béisbol
15 Títulos:
| Año  | Patrocinante        |
| 1977 | Germal              |
| 1978 | Germal              |
| 1980 | Germal              |
| 1981 | Parmalat            |
| 1983 | Parmalat            |
| 1984 | Parmalat            |
| 1986 | World Vision Travel |
| 1987 | World Vision Travel |
| 1988 | World Vision Travel |
| 1992 | Cariparma           |
| 1995 | Cariparma           |
| 1998 | Cariparma           |
| 1999 | Cariparma           |

## Roster Temporada 2011

### Receptores
| 40 | Riccardo Bertagnon |

### Lanzadores
| 12 | Mihai Burlea        |
| 13 | Roberto Corradini   |
| 23 | Justin Cicatello    |
| 99 | Francesco Corsaro   |
| 19 | Marco Grifantini    |
| 38 | Jesús Silva         |
| 28 | Pedro Orta          |
| 39 | Francesco Cozzolino |
| 47 | Leonardo D'Amico    |

### Infielders
| 4  | Marco Yépez         |
| 43 | Davide Dallospedale |
| 11 | Orlando Muñoz       |
| 83 | Alex Sambucci       |
| 65 | Luca Scalera        |
| 18 | Matteo Ugolotti     |

### Outfielders
| 58 | Rodney Medina    |
| 48 | Stefano Desimoni |
| 31 | Michele Gerali   |
| 5  | Leonardo Zileri  |
| 66 | Christian Leoni  |